# Калладиярви
Калладиярви — группа пресноводных озёр на территории Кестеньгского сельского поселения Лоухского района Республики Карелии.

## Общие сведения
Площадь водоёма — 1,2 км². Располагается на высоте выше 137,1 метров над уровнем моря.
Форма озёр лопастная, продолговатая: оно более чем на четыре километра вытянуто с запада на восток. Берега изрезанные, каменисто-песчаные, преимущественно возвышенные.
Через Калладиярви протекает река Корпийоки, впадающая в реку Пончу, которая, в свою очередь, впадает в Пяозеро.
Двумя километрами выше по течению (относительно Калладиярви) в Корпийоки впадает протока, вытекающая из водораздельного озера Ихиярви.
В водоёме расположено не менее семи небольших безымянных островов, рассредоточенных по всей площади.
Вдоль северного берега Калладиярви проходит трасса 86К-127 («Р-21 „Кола“ — Пяозерский — граница с Финляндской Республикой»).
Населённые пункты вблизи водоёма отсутствуют.
Код объекта в государственном водном реестре — 02020000811102000004500.